# Герман Доннерс
Герман Доннерс (5 серпня 1888 — 14 травня 1915) — бельгійський плавець і ватерполіст.
Срібний призер Олімпійських Ігор 1908 року, бронзовий призер 1912 року.